# Sophie Maurin
Pour les articles homonymes, voir Maurin.
Sophie Maurin est une chanteuse française, pianiste, auteur et compositeur. 

## Biographie
D’origine varoise, elle commence une formation classique et jazz de piano à l'âge de six ans avant d'effectuer des études d'architecte. En 2010, elle autoproduit un EP intitulé 7.
Elle est accompagnée par le percussionniste-clarinettiste Pablo Pico et le violoncelliste Sébastien Grandgambe. 
Son premier album (homonyme) sorti en 2013 lui vaut plusieurs prix. Peu après la sortie de cet album, elle réenregistre le morceau Far Away en duo avec Jamie Cullum,. 
Elle apparaît sur l'EP Edelweiss de Grandgambe (projet solo du violoncelliste qui l'accompagne sur scène) en tant que pianiste et chanteuse et enregistre également les chœurs féminins de l'album Sillon d'Auden.

## Discographie
- 2010 - 7 EP 7 titres auto produit
- 2012 - Far Away Single
- 2013 - Sophie Maurin Premier album[4]
- 2014 - Far Away Single avec Jamie Cullum [3]
- 2023 - Longitudes Deuxième album

## Récompenses
- Coup de cœur de l'Académie Charles-Cros 2013[5]
- Finaliste du Prix Georges Moustaki 2014
- Prix Premières Francos Adami 2013[6]
- Lauréate du FAIR 2014[2]
- Sélection Prix du 1er album France Inter / Télérama[3]